# Lets oorlogsmuseum
Het Lets oorlogsmuseum is een oorlogsmuseum in de Letse hoofdstad Riga.

## Geschiedenis
Het museum werd in 1916 opgericht als het museum voor de Letse Schutters. De collectie bestond toentertijd nog grotendeels uit objecten gerelateerd aan de schutters en de Eerste Wereldoorlog. Toen in 1917 de stad werd gebombardeerd moest het museum worden geëvacueerd. In 1919 heropende het museum weer in de kruittoren.
De regering kocht in 1936 een stuk land naast de toren op zodat daar een nieuw museumgebouw gebouwd kon worden. Dit nieuwe gebouw was in 1940 voltooid, enkele maanden voordat de Sovjet-Unie Letland binnenviel, waardoor het gebouw niet in gebruik kon worden genomen.
Van 1957 tot 1990 werd het gebouw gebruikt voor een museum van de Letse revolutie. Op 11 juni 1990 bracht de regering van Letland het museum terug naar zijn oorspronkelijke functie.